# KCNMB3
KCNMB3 (англ. Potassium calcium-activated channel subfamily M regulatory beta subunit 3) – білок, який кодується однойменним геном, розташованим у людей на короткому плечі 3-ї хромосоми.  Довжина поліпептидного ланцюга білка становить 279 амінокислот, а молекулярна маса — 31 604.
| 10         |  | 20         |  | 30         |  | 40         |  | 50         |
| ---------- |  | ---------- |  | ---------- |  | ---------- |  | ---------- |
| MDFSPSSELG |  | FHFVAFILLT |  | RHRTAFPASG |  | KKRETDYSDG |  | DPLDVHKRLP |
| SSAGEDRAVM |  | LGFAMMGFSV |  | LMFFLLGTTI |  | LKPFMLSIQR |  | EESTCTAIHT |
| DIMDDWLDCA |  | FTCGVHCHGQ |  | GKYPCLQVFV |  | NLSHPGQKAL |  | LHYNEEAVQI |
| NPKCFYTPKC |  | HQDRNDLLNS |  | ALDIKEFFDH |  | KNGTPFSCFY |  | SPASQSEDVI |
| LIKKYDQMAI |  | FHCLFWPSLT |  | LLGGALIVGM |  | VRLTQHLSLL |  | CEKYSTVVRD |
| EVGGKVPYIE |  | QHQFKLCIMR |  | RSKGRAEKS  |  |            |  |            |

A: Аланін

C: Цистеїн

D: Аспарагінова кислота

E: Глутамінова кислота

F: Фенілаланін

G: Гліцин

H: Гістидин

I: Ізолейцин

K: Лізин

L: Лейцин

M: Метіонін

N: Аспарагін

P: Пролін

Q: Глутамін

R: Аргінін

S: Серин

T: Треонін

V: Валін

W: Триптофан

Кодований геном білок за функцією належить до іонних каналів. 
Задіяний у таких біологічних процесах як транспорт іонів, транспорт, поліморфізм, альтернативний сплайсинг. 
Локалізований у мембрані.